# Opramoas

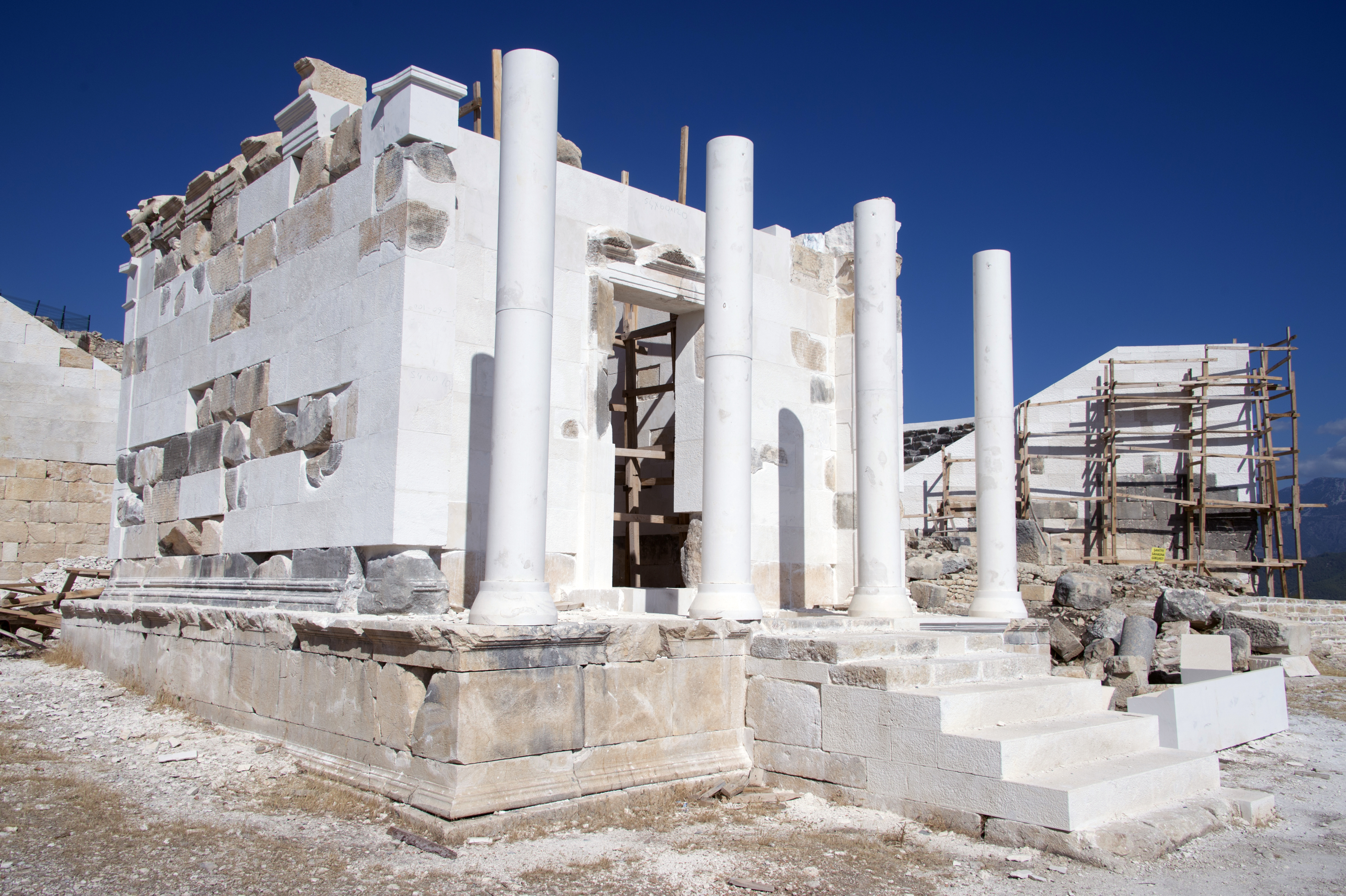
Mausoleo reconstruido de Opramoas.

Opramoas fue un importante benefactor del siglo II. Es el filántropo evergete más antiguo conocido. Era un magnate de la pequeña ciudad licia de Rodiápolis (sur de Anatolia, en la actual Turquía). Sus actividades están registradas en extensas inscripciones en griego en las paredes de su mausoleo en Rodiápolis.
«...además de sus regalos de juegos ciudadanos y de un montón de edificios cívicos, lo hemos encontrado recientemente ofreciéndose a pagar la escuela primaria de todos los niños ciudadanos de Janto, niños y niñas por igua...daba fondos para el entierro a personas necesitadas y pagaba las dotes de las hijas de familias pobres».